# Memoriał Alfreda Smoczyka 2007
LVII Memoriał Alfreda Smoczyka odbył się 23 września 2007. Zwyciężył Jarosław Hampel.

## Wyniki
- 23 września 2007 (niedziela), Stadion im. Alfreda Smoczyka (Leszno)
- NCD: Jarosław Hampel – 62,3 sek. w 5 wyścigu

| Msc. | Zawodnik                | Klub                | Pkt    |             |  |
| ---- | ----------------------- | ------------------- | ------ | ----------- |  |
| 1    | (5) Jarosław Hampel     | Unia Leszno         | 12+3+3 | (3,1,3,2,3) |  |
| 2    | (9) Fredrik Lindgren    | ZKŻ Zielona Góra    | 12+2   | (1,3,2,3,3) |  |
| 3    | (2) Piotr Świderski     | ZKŻ Zielona Góra    | 8+2+1  | (2,1,0,3,2) |  |
| 4    | (10) Damian Baliński    | Unia Leszno         | 14+w   | (2,3,3,3,2) |  |
| 5    | (13) Krzysztof Kasprzak | Unia Leszno         | 10+1   | (3,2,1,2,2) |  |
| 6    | (6) Krzysztof Jabłoński | Wybrzeże Gdańsk     | 12+0   | (2,2,3,2,3) |  |
| 7    | (7) Rory Schlein        | RKM Rybnik          | 8      | (1,2,2,2,1) |  |
| 8    | (12) Martin Vaculík     | KSŻ Krosno          | 7      | (0,2,2,3,0) |  |
| 9    | (11) Adam Skórnicki     | PSŻ Poznań          | 7      | (3,1,2,0,1) |  |
| 10   | (4) Łukasz Jankowski    | KM Ostrów Wlkp.     | 6      | (0,3,0,1,2) |  |
| 11   | (1) Jonas Davidsson     | Polonia Bydgoszcz   | 6      | (3,0,1,1,1) |  |
| 12   | (3) Troy Batchelor      | Unia Leszno         | 6      | (1,3,d,1,1) |  |
| 13   | (8) Zbigniew Czerwiński | KM Ostrów Wlkp.     | 4      | (0,d,1,1,2) |  |
| 14   | (14) Nicolai Klindt     | WTS Wrocław         | 3      | (d,t,3,0,0) |  |
| 15   | (15) Adam Kajoch        | Unia Leszno         | 3      | (2,0,1,d,0) |  |
| 16   | (16) Daniel Davidsson   | bez klubu polskiego | 2      | (1,1,0,0,0) |  |
|      | rez. Paweł Ratajszczak  | Unia Leszno         | 0      | (0)         |  |

Bieg po biegu
1. (62,4) J. Davidsson, Świderski, Batchelor, Jankowski
2. (62,3) Hampel, Jabłoński, Schlein, Czerwiński
3. (62,8) Skórnicki, Baliński, Lindgren, Vaculík
4. (62,9) Kasprzak, Kajoch, D. Davidsson, Klindt (d/3)
5. (62,8) Lindgren, Kasprzak, Hampel, J. Davidsson
6. (62,7) Baliński, Jabłoński, Świderski, Ratajszczak, Klindt (t) / Ratajszczak za Klindta
7. (63,1) Batchelor, Schlein, Skórnicki, Kajoch
8. (63,4) Jankowski, Vaculík, D. Davidsson, Czerwiński (d/4)
9. (64,6) Jabłoński, Skórnicki, J. Davidsson, D. Davidsson
10. (63,5) Hampel, Vaculík, Kajoch, Świderski
11. (63,5) Klindt, Lindgren, Czerwiński, Batchelor (d/4)
12. (63,7) Baliński, Schlein, Kasprzak, Jankowski
13. (63,8) Vaculík, Schlein, D. Davidsson, Klindt
14. (63,7) Świderski, Kasprzak, Czerwiński, Skórnicki
15. (63,8) Baliński, Hampel, Batchelor, D. Davidsson
16. (63,7) Lindgren, Jabłoński, Jankowski, Kajoch (d/3)
17. (64,5) Baliński, Czerwiński, J. Davidsson, Kajoch
18. (64,7) Lindgren, Świderski, Schlein, D. Davidsson
19. (64,5) Jabłoński, Kasprzak, Batchelor, Vaculík
20. (64,1) Hampel, Jankowski, Skórnicki, Klindt
Półfinał z udziałem zawodników z miejsc 3-6 po rundzie zasadniczej:
21. (65,60) Hampel, Świderski, Kasprzak, Jabłoński
Finał z udziełem dwójki najlepszych zawodników po rundzie zasadniczej i dwójki najlepszych z półfinału:
22. (63,70) Hampel, Lindgren, Świderski, Baliński